# Petra Vítková
Petra Vítková (* 1978) je česká právnička, státní zástupkyně, od března 2021 přidělená k Úřadu Evropského veřejného žalobce (EPPO) jako evropská pověřená žalobkyně a zástupkyně evropského žalobce v České republice. Od roku 2020 je členkou výkonného výboru Unie státních zástupců České republiky.

## Kariéra
Vystudovala Fakultu právníckou Západočeské univerzity. V justici působí od roku 2003, kdy začala s právní praxí na Okresním státním zastupitelství v Příbrami, od roku 2013 pak působila jako prvoinstanční státní zástupkyně na Krajském státním zastupitelství v Praze. V březnu 2021 se stala evropskou pověřenou žalobkyní Úřadu evropského veřejného žalobce (EPPO), kde také získala funkci zástupkyně evropského žalobce za Českou republiku.
Jako státní zástupkyně se specializuje na závažnou finanční a hospodářskou trestnou činnost a širokou problematiku zajišťování majetkových hodnot v trestním řízení.[zdroj⁠?!]
Již před působením v EPPO získávala mezinárodní zkušenosti na pozici vyslaného národního experta při českém zastoupení v haagském Eurojustu. Absolvovala stáž u Centrálního úřadu kriminálního vyšetřování a prokuratury v portugalském Lisabonu, aktivně se účastnila evropského právního projektu „PROTAX“, posilujícího vyšetřování, stíhání a prevenci daňové trestné činnosti v zemích Evropské unie. Od počátku vzniku tzv. týmu KOBRA je v síti státních zástupců zastřešujících tuto speciální spolupráci v boji s organizovanou daňovou trestnou činností.[zdroj⁠?!]
Je členkou Unie státních zástupců (USZ) a její vzdělávací a mezinárodní komise a také členkou výkonného výboru USZ. Zasadila se o fungování projektu „Státní zástupci do škol“. Působí jako lektorka Justiční akademie, příležitostně přednáší na Právnické fakultě Univerzity Karlovy, Policejní Akademii, jakož i zahraničních konferencích a odborných setkáních.[zdroj⁠?!]
V médiích byla opakovaně zmiňována jako možná kandidátka prezidenta republiky Petr Pavla na funkci ústavní soudkyně.

## Publikační činnost
Publikuje v odborných časopisech zejména k problematice zajišťování v trestním řízení, jakož i k fungování a účelu Úřadu Evropského veřejného žalobce. Je také autorkou monografie z oboru trestního práva:
- Zajištění nástrojů trestné činnosti a výnosů z trestné činnosti a náhradní hodnoty podle § 79a až 79g trestního řádu, Praha: Wolters Kluwer ČR, 2019[3]